# Локалита Кверчоларе (Витербо)
Локалита Кверчоларе је насеље у Италији у округу Витербо, региону Лацио.
Према процени из 2011. у насељу је живело 23 становника. Насеље се налази на надморској висини од 25 м.